# Milano-Sanremo 1934
La Milano-Sanremo 1934, ventisettesima edizione della corsa, si svolse il 26 marzo 1934 su un percorso di 281,5 km con partenza a Milano e arrivo a Sanremo. Fu vinta dal belga Joseph Demuysere, primo straniero a riuscirvi dopo 21 anni, che giunse al traguardo con il tempo di 7h49'30" alla media di 35,974 km/h precedendo per distacco gli italiani Giovanni Cazzulani e Francesco Camusso. Conclusero la prova, organizzata dalla Gazzetta dello Sport, 124 dei 187 ciclisti partenti.

## Percorso
Dopo la partenza da Via Chiesa Rossa, alla periferia sud di Milano, il percorso, lungo 281,5 km, si avviò come di consueto verso il mare transitando nell'ordine da Pavia (km 28), Casteggio (km 49,8), Voghera (km 59,8), Tortona (km 76,4), Novi Ligure (km 94,1), Ovada (km 118), Masone e superando il Passo del Turchino (532 m s.l.m.). Dopo la discesa dal Passo il percorso proseguì attraversando Voltri, Arenzano (km 161,7), Cogoleto, i Piani d'Invrea, Varazze, Savona (km 184,7), Spotorno, Noli (km 200), Finale Ligure, Loano, Albenga (km 228,6), Alassio, Capo Mele, Capo Cervo, Diano Marina (km 251,1), Capo Berta, Imperia Ponente e Riva Santo Stefano, per concludersi a Sanremo in Corso Felice Cavallotti.

## Squadre e corridori partecipanti
Parteciparono alla prova oltre 50 ciclisti tesserati per le squadre di marca dell'industria italiana, ovverossia Frejus, Ideor, Olympia, Gloria, Bianchi (con anche le sottomarche Tebro e Touring), Ganna, Dei, Maino e Legnano, e numerosi isolati di prima e seconda categoria (professionisti e indipendenti), per un totale di 221 iscritti, di cui 187 effettivamente partenti. I favoriti per la vittoria erano numerosi: venivano indicati Learco Guerra (Maino), Alfredo Binda (Legnano), Raffaele Di Paco (Olympia), Alfredo Bovet, Giuseppe Olmo (Bianchi), Bernardo Rogora (Gloria), Giuseppe Martano (Frejus), i belgi Joseph Demuysere e Félicien Vervaecke (Ganna), l'austriaco Max Bulla (Ideor) e i tedeschi Ludwig Geyer, Karl Altenburger (Ideor) e Herbert Sieronski (Dei).

## Ordine d'arrivo (Top 10)
| Pos. | Corridore          | Squadra       | Tempo    |
| ---- | ------------------ | ------------- | -------- |
| 1    | Joseph Demuysere   | Ganna         | 7h49'30" |
| 2    | Giovanni Cazzulani | Gloria        | a 1'40"  |
| 3    | Francesco Camusso  | Gloria        | a 3'00"  |
| 4    | Aldo Canazza       | S.C. Padovani | a 3'30"  |
| 5    | Giuseppe Graglia   | S.C. Vigor    | s.t.     |
| 6    | Giuseppe Cassin    | -             | s.t.     |
| 7    | Bernardo Rogora    | Gloria        | s.t.     |
| 8    | Michele Mara       | Tebro         | s.t.     |
| 9    | Carlo Romanatti    | Ganna         | s.t.     |
| 10   | Félicien Vervaecke | Ganna         | s.t.     |